# Specie di Camellia
Elenco delle Specie di Camellia:

## A
- Camellia albata Orel & Curry

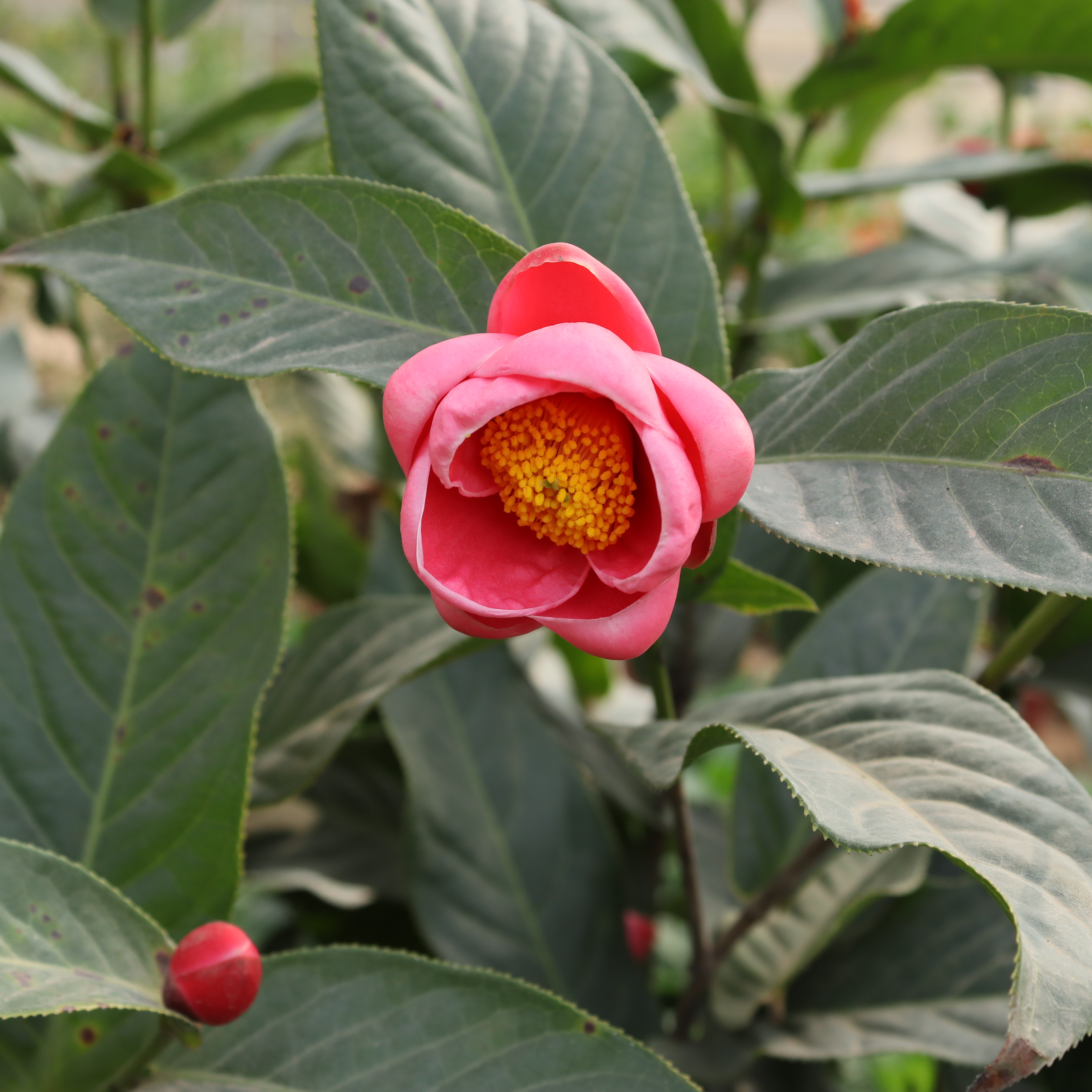
Camellia amplexicaulis

- Camellia amplexicaulis (Pit.) Cohen-Stuart
- Camellia amplexifolia Merr. & Chun
- Camellia anderseniae Orel
- Camellia andrefrancisii Orel & Curry
- Camellia anlungensis Hung T.Chang
- Camellia annamensis N.S.Lý, V.D.Luong, N.D.Do, T.H.Lê & Thi L.Nguyen
- Camellia assimiloides Sealy
- Camellia aurea Hung T.Chang
- Camellia azalea C.F.Wei

## B
- Camellia bidoupensis Truong, Luong & Tran
- Camellia brevistaminata Orel & Curry
- Camellia brevistyla (Hayata) Cohen-Stuart
- Camellia bugiamapensis Orel, Curry, Luu & Q.D.Nguyen

## C

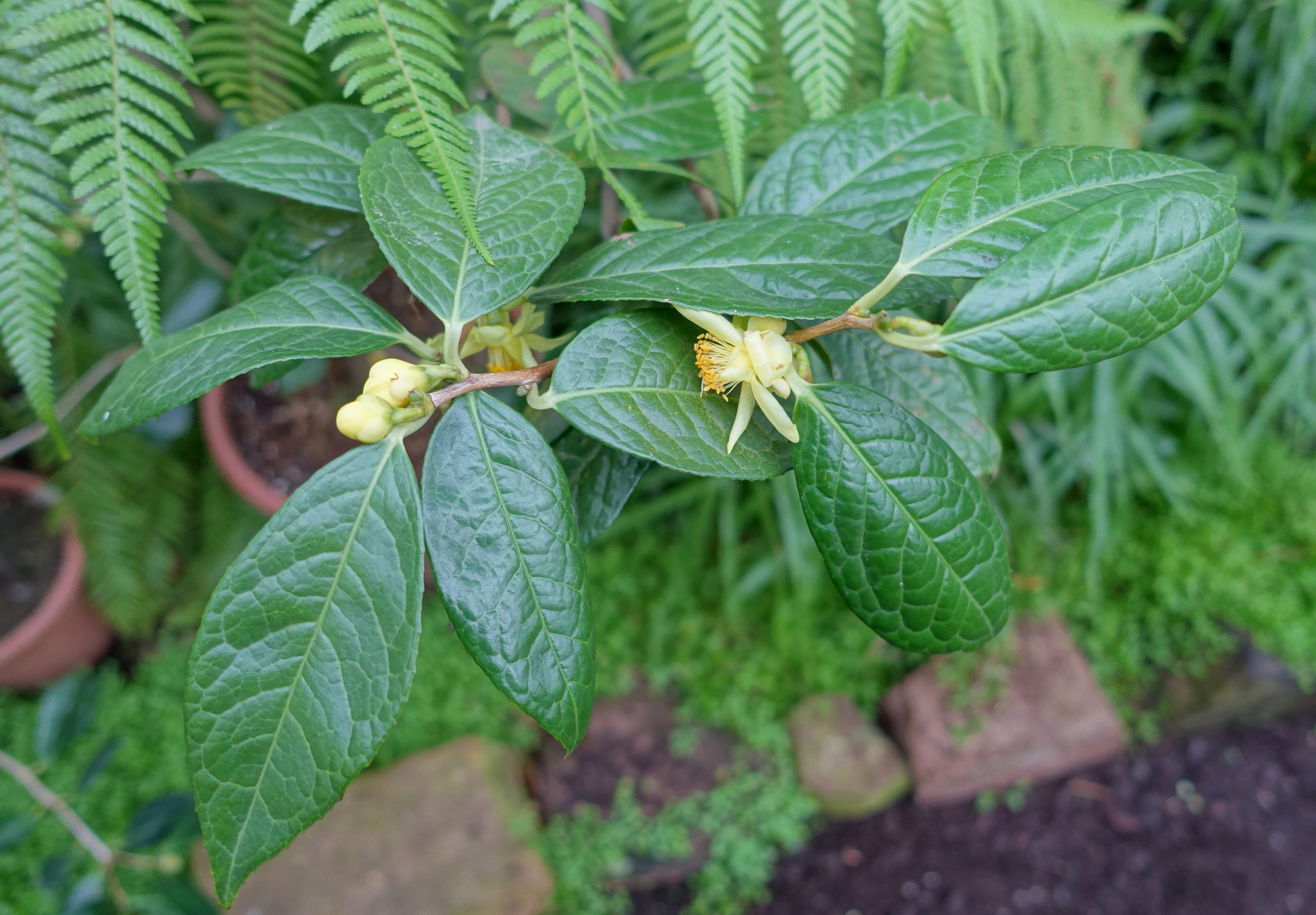
Camellia chrysanthoides

- Camellia campanulata Orel, Curry & Luu
- Camellia candida Hung T.Chang
- Camellia capitata Orel, Curry & Luu
- Camellia cattienensis Orel
- Camellia caudata Wall.
- Camellia chekiangoleosa Hu
- Camellia cherryana Orel
- Camellia chinmeiae S.L.Lee & T.Y.A.Yang
- Camellia chrysanthoides Hung T.Chang
- Camellia columna Orel & Curry
- Camellia compacta Orel & Curry
- Camellia concinna Orel & Curry
- Camellia connata (Craib) Craib
- Camellia corallina (Gagnep.) Sealy
- Camellia cordifolia (F.P.Metcalf) Nakai
- Camellia costata S.Y.Hu & S.Y.Liang
- Camellia costei H.Lév.
- Camellia crapnelliana Tutcher
- Camellia crassipes Sealy
- Camellia crassiphylla Ninh & Hakoda
- Camellia crassisepala Orel & Curry
- Camellia crispula Hung T.Chang
- Camellia cuongiana Orel & Curry
- Camellia cupiformis T.L.Ming
- Camellia curryana Orel & Luu
- Camellia cuspidata (Kochs) Bean

## D
- Camellia dalatensis V.D.Luong, Ninh & Hakoda
- Camellia debaoensis R.C.Hu & Y.Q.Liufu
- Camellia decora Orel, Curry & Luu
- Camellia dilinhensis Ninh & V.D.Luong
- Camellia discorsa Orel & Curry
- Camellia dongnaiensis Orel
- Camellia dormoyana (Pierre) Sealy
- Camellia drupifera Lour.
- Camellia duyana Orel, Curry & Luu

## E
- Camellia edithae Hance
- Camellia elizabethae Orel & Curry
- Camellia elongata (Rehder & E.H.Wilson) Rehder
- Camellia erubescens Orel & Curry
- Camellia euphlebia Merr. ex Sealy
- Camellia euryoides Lindl.
- Camellia exigua Orel & Curry

## F
- Camellia fangchengensis S.Ye Liang & Y.C.Zhong
- Camellia fansipanensis J.M.H.Shaw, Wynn-Jones & V.D.Nguyen
- Camellia fascicularis Hung T.Chang
- Camellia flava (Pit.) Sealy
- Camellia flavida Hung T.Chang
- Camellia fleuryi (A.Chev.) Sealy
- Camellia flosculora Curry, V.S.Le, T.Q.Cuong & V.D.Luong
- Camellia fluviatilis Hand.-Mazz.
- Camellia foleyana Orel & Curry
- Camellia forrestii (Diels) Cohen-Stuart
- Camellia fragilis Orel & Curry
- Camellia fraterna Hance
- Camellia fulva Orel & Curry
- Camellia furfuracea (Merr.) Cohen-Stuart

## G
- Camellia gaudichaudii (Gagnep.) Sealy
- Camellia gilbertii (A.Chev.) Sealy
- Camellia glabricostata T.L.Ming
- Camellia gracilipes Merr. ex Sealy
- Camellia grandibracteata Hung T.Chang, Y.J.Tan, F.L.Yu & P.S.Wang
- Camellia granthamiana Sealy
- Camellia grijsii Hance
- Camellia gymnogyna Hung T.Chang

## H
- Camellia hainanica Y.L.Zhao & Z.G.Xu
- Camellia hainingii S.X.Yang & Y.S.Huang
- Camellia hamyenensis Ninh & Le
- Camellia harlandii Orel & Curry
- Camellia hatinhensis V.D.Luong, Ninh & L.T.Nguyen
- Camellia hekouensis C.J.Wang & G.S.Fan
- Camellia hiemalis Nakai
- Camellia hirsuta Hakoda & Ninh
- Camellia honbaensis Luu, Q.D.Nguyen & G.Tran
- Camellia hongiaoensis Orel & Curry
- Camellia hongkongensis Seem.
- Camellia hsinpeiensis S.S.Ying
- Camellia huana T.L.Ming & W.J.Zhang
- Camellia huulungensis Rosmann & Ninh

## I
- Camellia ilicifolia Y.K.Li
- Camellia illia Orel & Curry
- Camellia impressinervis Hung T.Chang & S.Ye Liang
- Camellia indochinensis Merr.
- Camellia ingens Orel & Curry
- Camellia insularis Orel & Curry
- Camellia × intermedia (Tuyama) Nagam.
- Camellia inusitata Orel, Curry & Luu

## J
- Camellia japonica L.

## K
- Camellia kirinoi Ninh
- Camellia kissi Wall.
- Camellia krempfii (Gagnep.) Sealy
- Camellia kwangsiensis Hung T.Chang

## L
- Camellia lanceolata (Blume) Seem.
- Camellia langbianensis (Gagnep.) P.H.Hô
- Camellia laotica (Gagnep.) T.L.Ming
- Camellia latifolia Orel & Curry
- Camellia lawii Sealy
- Camellia leptophylla S.Ye Liang ex Hung T.Chang
- Camellia ligustrina Orel, Curry & Luu
- Camellia longicalyx Hung T.Chang
- Camellia longii Orel & Luu
- Camellia longipedicellata (Hu) Hung T.Chang & D.Fang
- Camellia longissima Hung T.Chang & S.Ye Liang
- Camellia lucii Orel & Curry
- Camellia luongii Ninh & Le
- Camellia lutchuensis T.Itô
- Camellia luteocalpandria S.X.Yang & E.D.Liu
- Camellia luteocerata Orel
- Camellia luteoflora Y.K.Li ex Hung T.Chang & F.A.Zeng
- Camellia luteonerva Orel & Curry
- Camellia luteopallida V.D.Luong, T.Q.T.Nguyen & Luu

## M
- Camellia maiana Orel
- Camellia mairei (H.Lév.) Melch.
- Camellia maoniushanensis J.L.Liu & Q.Luo
- Camellia megasepala Hung T.Chang & Trin Ninh
- Camellia melliana Hand.-Mazz.
- Camellia micrantha S.Ye Liang & Y.C.Zhong
- Camellia mileensis T.L.Ming
- Camellia mingii S.X.Yang
- Camellia minima Orel & Curry
- Camellia mollis Hung T.Chang & S.X.Ren
- Camellia multigemma Orel & Curry
- Camellia murauchii Ninh & Hakoda

## N
- Camellia namkadingensis Soulad. & Tagane
- Camellia nematodea (Gagnep.) Sealy
- Camellia nervosa (Gagnep.) Hung T.Chang
- Camellia ngheanensis N.D.Do, V.D.Luong, N.S.Lý, T.H.Lê & D.H.Nguyễn
- Camellia ninhii V.D.Luong & Le

## O
- Camellia oconoriana Orel, Curry & Luu
- Camellia oleifera C.Abel

## P
- Camellia pachyandra Hu
- Camellia pallida Orel & Curry
- Camellia parviflora Merr. & Chun ex Sealy
- Camellia parvimuricata Hung T.Chang
- Camellia parvula Orel & Curry
- Camellia paucipunctata (Merr. & Chun) Chun
- Camellia pentagonalema Orel & Curry
- Camellia petelotii (Merr.) Sealy
- Camellia phanii Hakoda & Ninh
- Camellia philippinensis Hung T.Chang & S.X.Ren
- Camellia piloflora S.X.Yang
- Camellia pilosperma S.Yun Liang
- Camellia pingguoensis D.Fang
- Camellia piquetiana (Pierre) Sealy
- Camellia pirifructa Orel & Curry
- Camellia pitardii Cohen-Stuart
- Camellia pleurocarpa  (Gagnep.) Sealy
- Camellia polyodonta F.C.How ex Hu
- Camellia proensis V.D.Luong, Dudkin & V.H.Quach
- Camellia psilocarpa  X.G.Shi & C.X.Ye
- Camellia ptilophylla Hung T.Chang
- Camellia pubicosta Merr.
- Camellia pubifurfuracea Y.C.Zhong
- Camellia pubipetala Y.Wan & S.Z.Huang
- Camellia puhoatensis N.S.Lý, V.D.Luong, T.H.Lê, D.H.Nguyễn & N.D.Do
- Camellia pukhangensis N.D.Do, V.D.Luong, S.T.Hoang & T.H.Lê
- Camellia pulchella Orel & Curry
- Camellia punctata (Kochs) Cohen-Stuart
- Camellia pyriparva Orel & Curry
- Camellia pyxidiacea Z.R.Xu, F.P.Chen & C.Y.Deng

## Q
- Camellia quangcuongii L.V.Dung, S.T. Hoang & Nhan
- Camellia quephongensis Hakoda ex Le

## R
- Camellia reflexa Orel & Curry

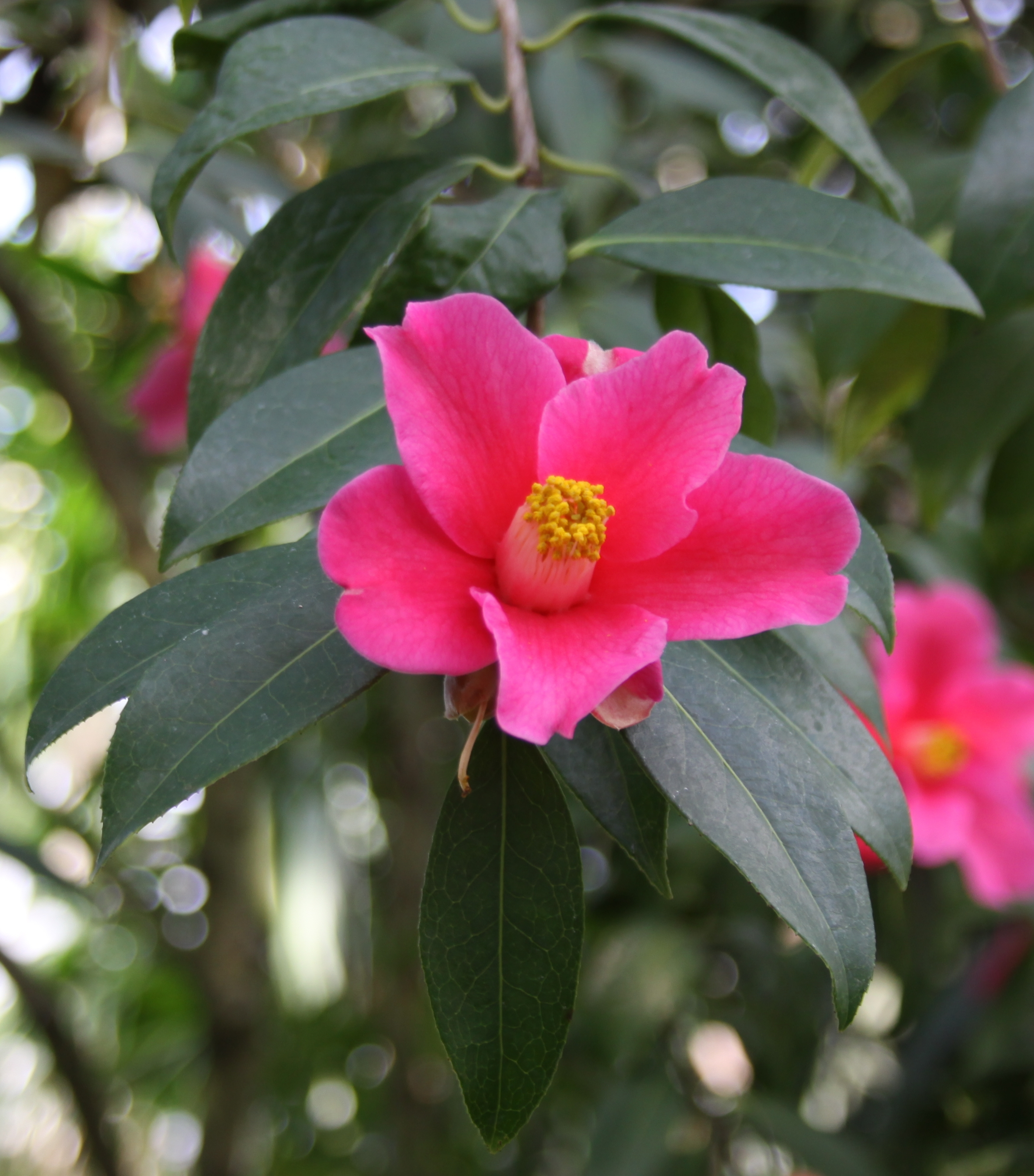
Camellia reticulata

- Camellia renshanxiangiae C.X.Ye & X.Q.Zheng
- Camellia reticulata Lindl.
- Camellia rhytidocarpa  Hung T.Chang & S.Ye Liang
- Camellia rosacea Tagane, Soulad. & Yahara
- Camellia rosiflora Hook.
- Camellia rosmannii Ninh
- Camellia rosthorniana Hand.-Mazz.
- Camellia rostrata S.X.Yang & S.F.Chai
- Camellia rubriflora Ninh & Hakoda
- Camellia rusticana Honda

## S
- Camellia salicifolia Champ.
- Camellia saluenensis Stapf ex Bean
- Camellia sasanqua Thunb.
- Camellia scabrosa Orel & Curry
- Camellia sealyana T.L.Ming
- Camellia semiserrata C.W.Chi

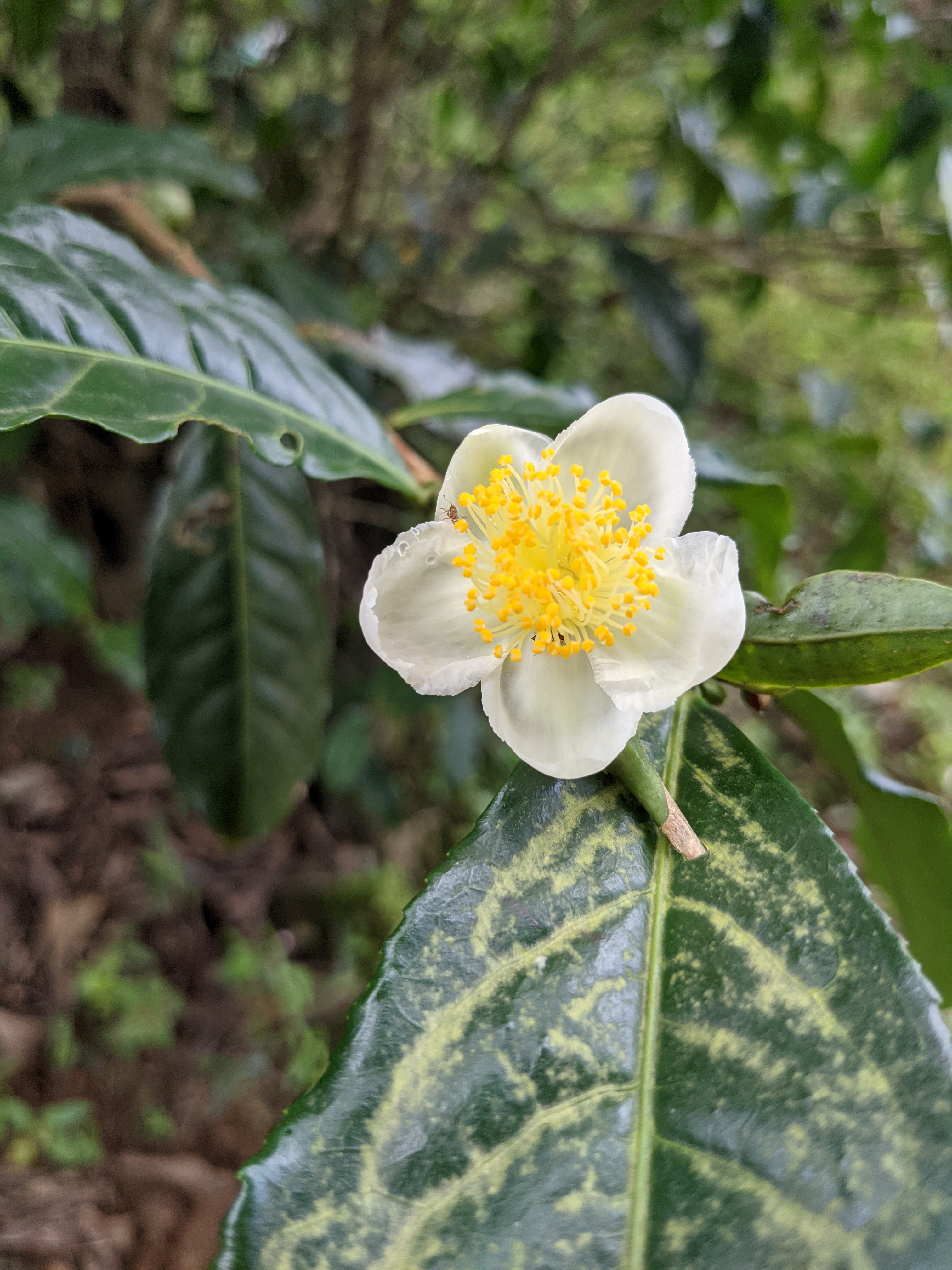
Camellia sinensis

- Camellia septempetala Hung T.Chang & L.L.Qi
- Camellia siangensis T.K.Paul & M.P.Nayar
- Camellia sinensis (L.) Kuntze
- Camellia sonthaiensis Luu, V.D.Luong, Q.D.Nguyen & T.Q.T.Nguyen
- Camellia stellata Orel & Curry
- Camellia stuartiana Sealy
- Camellia subintegra P.C.Huang
- Camellia synaptica Sealy
- Camellia szechuanensis C.W.Chi
- Camellia szemaoensis Hung T.Chang

## T
- Camellia tachangensis F.S.Zhang
- Camellia tadungensis Orel, Curry & Luu
- Camellia taliensis (W.W.Sm.) Melch.
- Camellia tenii Sealy
- Camellia thailandica Hung T.Chang & S.X.Ren
- Camellia thanxaensa Hakoda & Kirino
- Camellia thuongiana V.D.Luong, A.Le & T.L.Nguyen
- Camellia tienyenensis Orel & Curry
- Camellia tomentosa Orel & Curry
- Camellia tonkinensis (Pit.) Cohen-Stuart
- Camellia transarisanensis (Hayata) Cohen-Stuart
- Camellia trichoclada (Rehder) S.S.Chien
- Camellia triquetra Orel & Curry
- Camellia tsaii Hu
- Camellia tsingpienensis Hu
- Camellia tuberculata S.S.Chien
- Camellia tuyenquangensis V.D.Luong, Le & Ninh

## U
- Camellia uraku Kitam.

## V
- Camellia venusta Orel & Curry
- Camellia villicarpa S.S.Chien
- Camellia viridicalyx Hung T.Chang & S.Ye Liang
- Camellia viscosa Orel & Curry
- Camellia vuquangensis V.D.Luong, Ninh & L.T.Nguyen

## W
- Camellia wardii Kobuski
- Camellia wilkesiana Orel & Curry

## X
- Camellia xanthochroma K.M.Feng & L.S.Xie
- Camellia yokdonensis Dung bis & Hakoda

## Y
- Camellia yunnanensis (Pit. ex Diels) Cohen-Stuart

## Z
- Camellia zhaiana S.X.Yang